# Kertosuko
Kertosuko is een bestuurslaag in het regentschap Probolinggo van de provincie Oost-Java, Indonesië. Kertosuko telt 4546 inwoners (volkstelling 2010).